# ISFP
Cet article concerne un type psychologique de la classification Myers-Briggs. Pour le type socionique ISFp, voir Socionique.
ISFP (acronyme en anglais « introversion, sensation, feeling, perception » signifiant Introversion, Sensation, Sentiment, Perception) est une abréviation utilisée dans le cadre du Myers-Briggs Type Indicator (MBTI) au sujet de l'un des 16 types psychologiques de ce test. Il est l'un des quatre types appartenant au tempérament Artisan.
Les ISFP forment un type de personnalité relativement fréquent, constituant environ 8,8 % de la population.

## Préférences du ISFP
- I — Introversion, préférée à l'extraversion : les ISFP sont généralement discrets et réservés. Ils préfèrent interagir avec quelques amis dont ils sont proches qu'avec un large cercle de connaissances, et ils dépensent (c'est-à-dire perdent) de l'énergie lors de leurs relations en société (tandis que les types extravertis, dans les mêmes circonstances, en gagnent)[3].
- S — Sensation, préférée à l'intuition : les ISFP raisonnent davantage par le concret que par l'abstrait. Ils concentrent leur attention sur les détails plutôt que sur une vision globale des choses, et sur les réalités immédiates plutôt que sur les possibilités futures[4].
- F — Sentiment (en anglais : Feeling) préféré à la pensée : les ISFP valorisent davantage les considérations subjectives ou personnelles que les critères impersonnels et objectifs. Lorsqu'ils prennent des décisions, ils accordent un poids plus grand à des considérations sociales qu'à la logique[5].
- P — Perception préférée au jugement : les ISFP retiennent leur jugement et mettent du temps à prendre des décisions importantes, préférant garder un maximum de possibilités ouvertes au cas où les circonstances changeraient[6].

## Caractéristiques

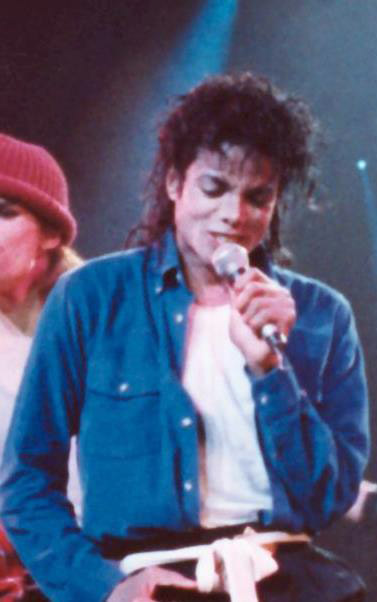
Certains praticiens ont spéculé sur le fait que Michael Jackson soit un ISFP. Cependant, si l'on suit les règles d'éthique du MBTI, seul le passage du test permet d'identifier avec certitude un type de personnalité.

Les ISFP sont des personnes pacifiques, faciles à vivre, dont la devise pourrait être « vivre et laisser vivre ». Ils aiment prendre les choses à leur propre rythme et tendent à vivre dans l'instant plutôt qu'à se projeter dans le futur. Bien que discrets, étant donné leur caractère introverti, ils sont plaisants, prévenants, dévoués aux gens qui les entourent. Ils n'entretiennent guère d'inclination vers les débats et se soucient peu d'aérer leur point de vue par ce biais, cependant, leurs valeurs sont importantes pour eux.
D'après David Keirsey, les ISFP (qu'il appelle « compositeurs ») sont enracinés dans l'ici et le maintenant. Ils sont très sensibles à leur environnement, plus adaptés aux perceptions de leurs cinq sens que tous les autres types MBTI, même les sensitifs (c'est-à-dire les types non intuitifs). Ils remarquent la plus petite variation dans leur environnement physique ou chez les gens autour d'eux. Sensibles, les ISFP comprennent facilement les éléments qui « vont » ou « ne vont pas », que ce soit dans le domaine artistique ou dans n'importe quel aspect de leurs vies. Ils bénéficient d'un fort équilibre émotionnel et d'une grande empathie vis-à-vis des autres, laquelle ne les empêche pas de ne pas laisser d'autres personnes diriger leurs vies.

## Fonctions cognitives
D'après les développements les plus récents, les fonctions cognitives des ISFP s'articulent comme suit : 
DominanteSentiment introverti (Fi)
Le sentiment introverti filtre les informations à partir d'interprétations sur la valeur, formant des jugements en accord avec des critères souvent intangibles. Cette fonction balance constamment entre deux impératifs différents, tels que le désir d'harmonie et celui d'authenticité. Adapté aux distinctions subtiles, le sentiment introverti sent instinctivement ce qui est vrai ou faux dans une situation donnée.
AuxiliaireSensation extravertie (Se)
La sensation extravertie se concentre sur les expériences et les sensations du monde physique et immédiat. Pourvue d'une conscience aigüe de ce qui entoure l'individu, elle lui apporte des faits et des détails pouvant constituer le moteur d'actions spontanées.
TertiaireIntuition introvertie (Ni)
Attirée par des dispositifs ou des actions symboliques, l'intuition introvertie opère la synthèse de couples de contraires pour créer dans l'esprit des images neuves. De ces réalisations provient une certaine forme de certitude, qui demande des actions ou des expériences pour nourrir une éventuelle vision de l'avenir ; de telles réalisations peuvent inclure des systèmes complexes ou des vérités universelles.
InférieurePensée extravertie (Te)
La pensée extravertie organise et planifie les idées pour assurer une poursuite efficace et productive d'objectifs donnés. Elle cherche des explications logiques aux actions, évènements et conclusions, et y identifie de possibles erreurs ou sophismes.

### Fonctions secondaires
D'après les développements les plus récents, notamment les travaux de Linda V. Berens, ces quatre fonctions additionnelles ne sont pas celles auxquelles les individus tendent naturellement, mais peuvent émerger en situation de stress. Pour les ISFP, ces fonctions s'articulent comme suit :
- Sentiment extraverti (Fe) : le sentiment extraverti recherche le lien social et créée d'harmonieuses interactions par un comportement poli et adapté. Il répond aux désirs explicites (et implicites) des autres, ce qui peut donner lieu à un conflit interne entre les propres besoins du sujet et le désir de satisfaire ou de comprendre ceux des autres[15].
- Sensation introvertie (Si) : la sensation introvertie collecte les données du moment présent et les compare avec celles des expériences passés. Ce processus fait remonter à la surface des sentiments associés à des souvenirs que le sujet revit en se les remémorant. Cherchant à protéger ce qui lui est familier, la sensation introvertie identifie dans l'histoire des buts et des attentes en vue d'évènements futurs[16].
- Intuition extravertie (Ne) : l'intuition extravertie trouve et interprète le sens caché d'un objet, d'un propos ou d'une situation, raisonnant à partir de la question "et si...?" pour explorer d'éventuelles alternatives et faire coexister de multiples possibilités. Ce jeu de l'imagination tisse la toile de l'expérience et d'une certaine perspicacité pour former un nouveau schéma d'ensemble, qui peut devenir un catalyseur pour l'action[17].
- Pensée introvertie (Ti) : la pensée introvertie recherche la précision, par exemple celle du mot juste pour exprimer une idée avec exactitude. Elle remarque les menues distinctions qui définissent l'essence des choses, puis les analyse et en opère la classification. La pensée introvertie examine une situation sous tous les aspects, cherche à résoudre des problèmes avec le minimum d'efforts et de risques. Elle recourt à des modèles pour remédier aux flottements et inconsistances du raisonnement logique[18].

## ISFP célèbres
Bien que seul le passage du test MBTI permette d'identifier avec certitude un type de personnalité, plusieurs praticiens ont tenté de déterminer le type de certains personnages célèbres à partir d'éléments biographiques. Le psychologue américain David Keirsey a ainsi identifié de nombreux ISFP célèbres.

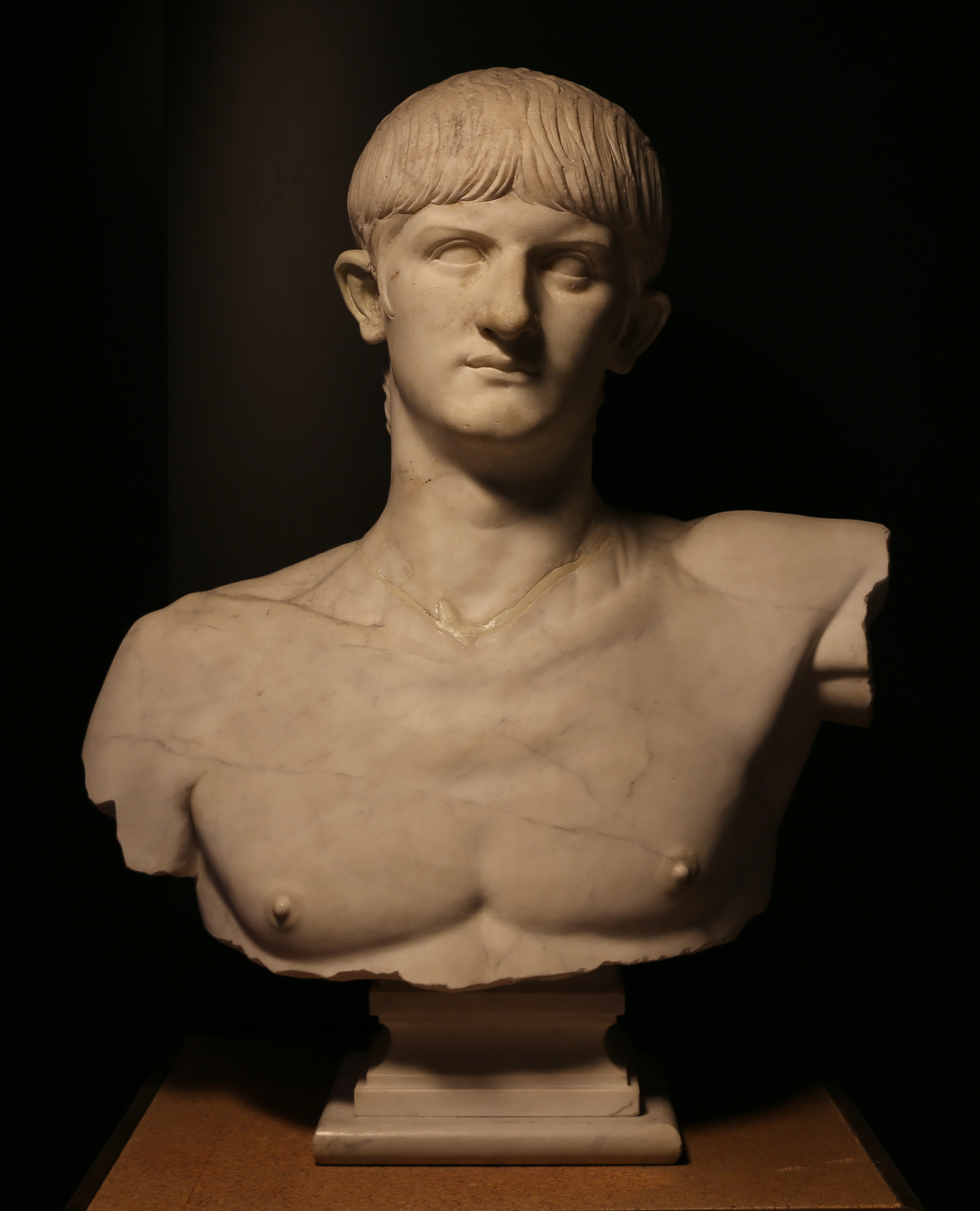
Néron, empereur romain.
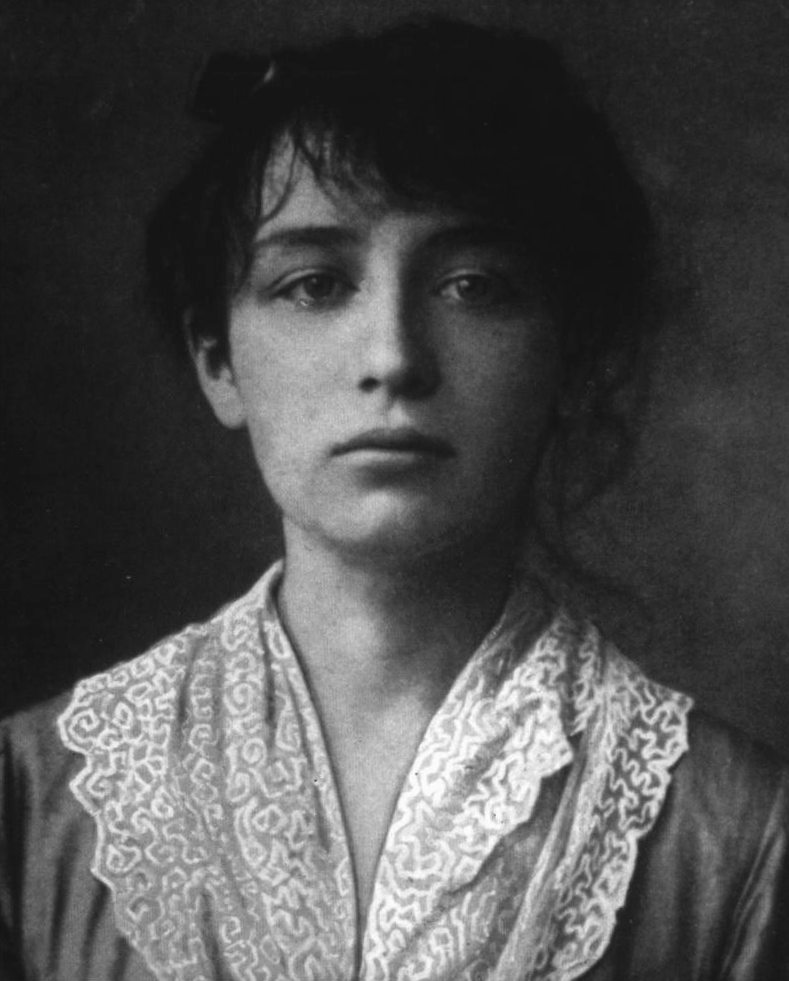
Camille Claudel, sculptrice française.
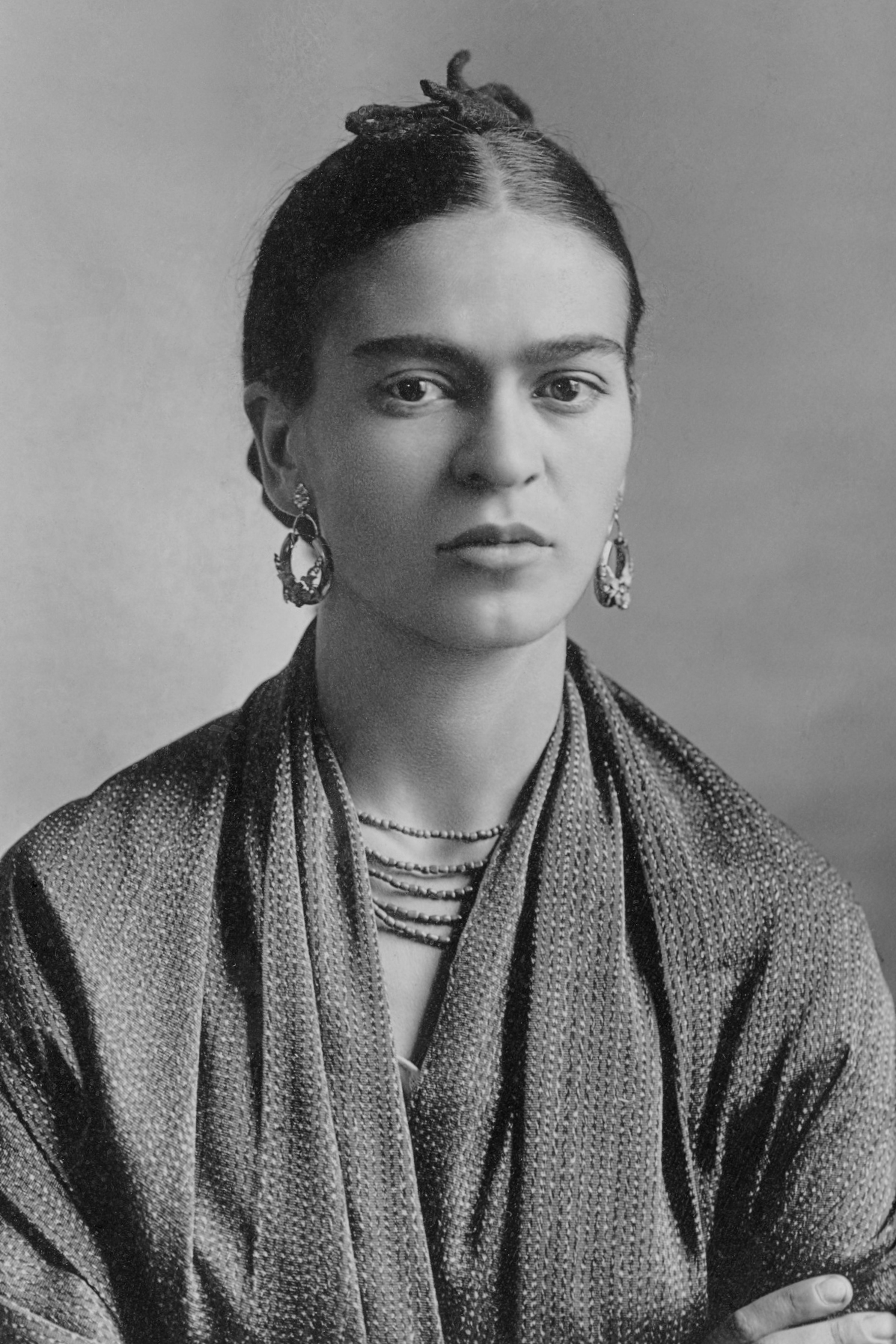
Frida Kahlo, peintre mexicaine.
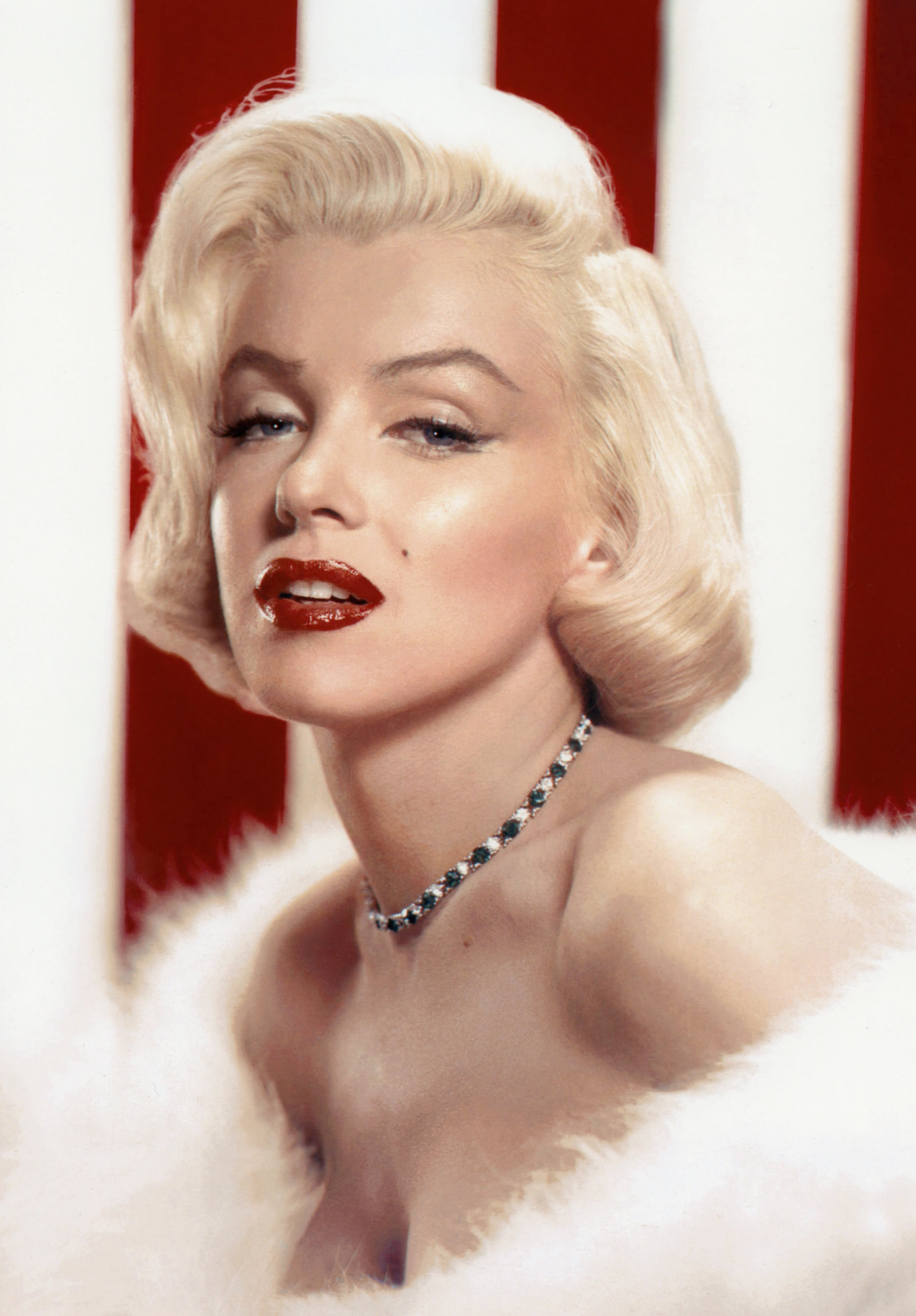
Marilyn Monroe, icône du cinéma américain.
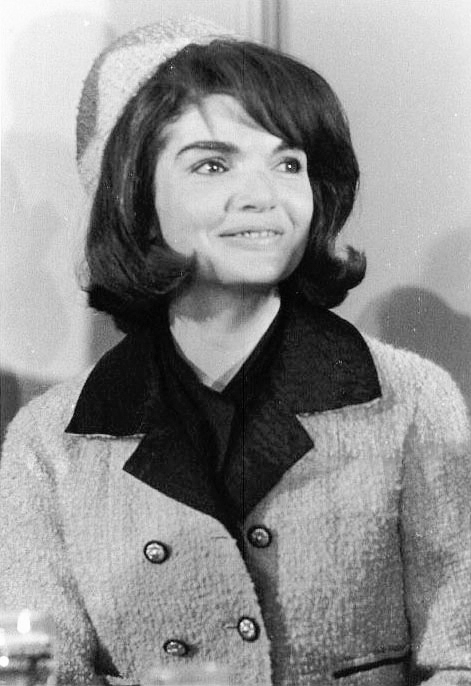
Jacqueline Kennedy-Onassis, Première-dame américaine.
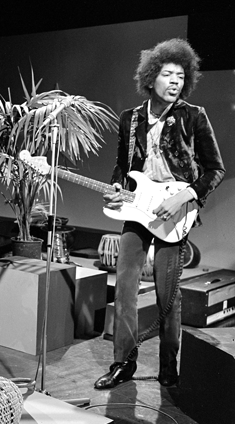
Jimi Hendrix, musicien et chanteur américain.
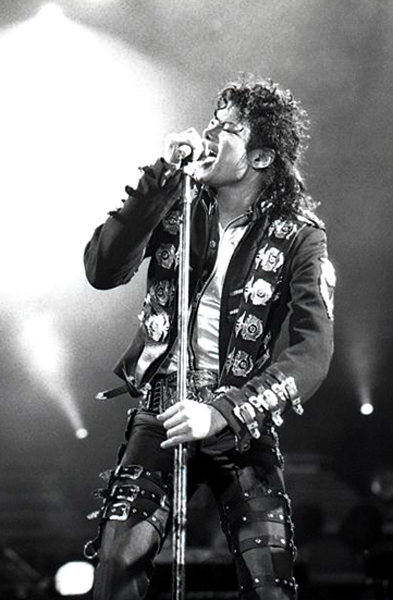
Michael Jackson, musicien, chanteur et danseur américain.
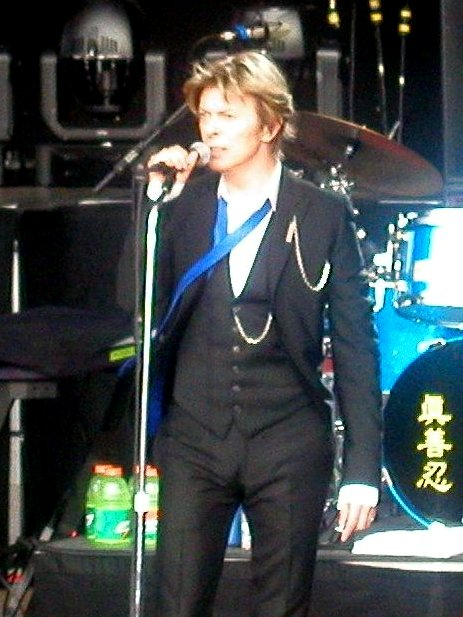
David Bowie, musicien, chanteur, compositeur et interprète
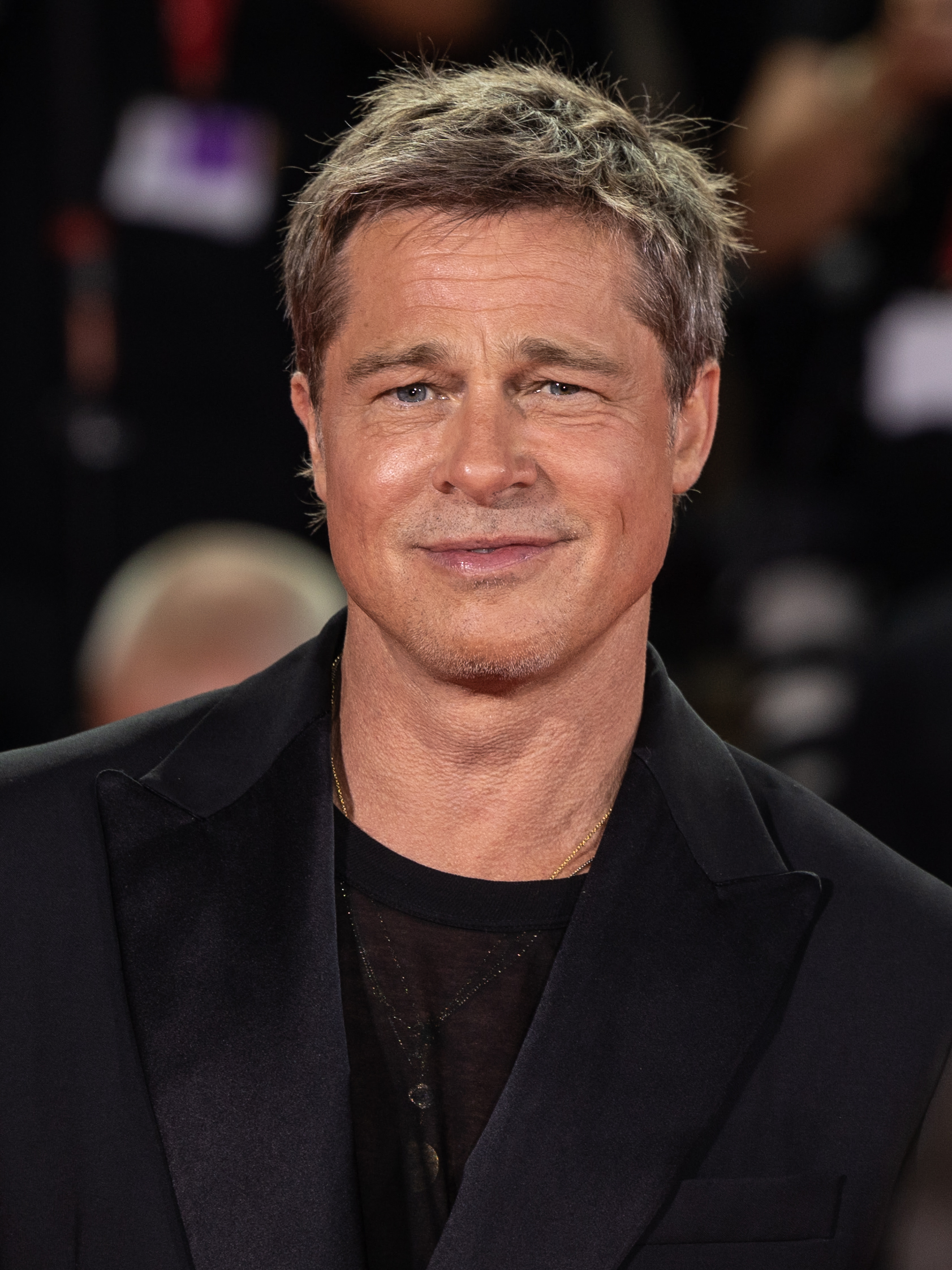
Brad Pitt, acteur et producteur
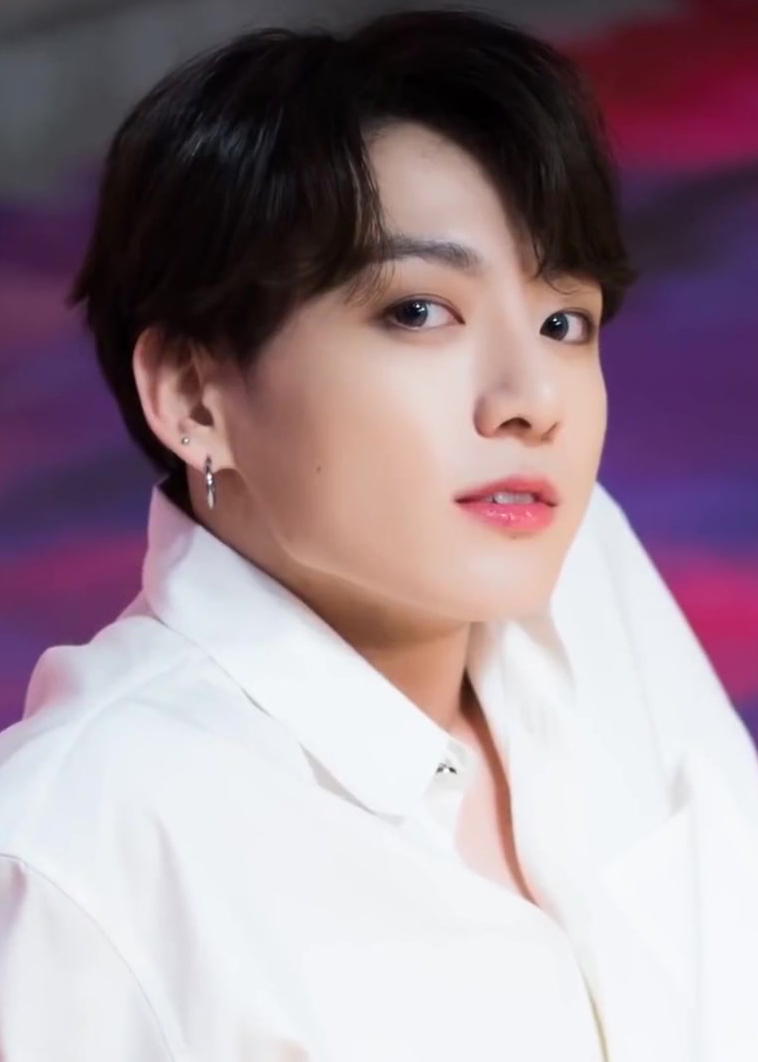
Jeon Jungkook, membre du boys band sud-coréen BTS